# 黒川恭佑
黒川 恭佑（くろかわ きょうすけ、1979年1月7日 - ）は、日本の俳優。東京都北区出身。

## 略歴
劇団日本児童に入り、2〜3歳から子役としてCMやドラマ、テレビ番組『ひらけ!ポンキッキ』などに出演。
18歳の時に北区つかこうへい劇団に特待生として入団。きっかけは、高校で所属していた演劇部の活動を偶然見ていた主任演出家（当時の）に誘われ稽古に参加、その後つかこうへいから「おまえ入れ」と言われたからである。
1997年2月に、舞台『ロマンス』で本格的に舞台デビューする。
スペースクラフト、LDH JAPANに所属していた。

## 人物

### 資格（取得経験のあるライセンス）
◆　AFAA（AEROBICS and FITNESS ASSOCIATION of AMERICA）
- PFT（AFAA Personal Fitness Trainer Certification）
- MAT SCIENCE（AFAA Mat Science Certification）
- FDEC（AFAA Fitness Dance Exercise Certification）
- RT（AFAA Resistance Training）
- ZUMBA

◆　PFA（Pacific Fitness Alliance）
- YOGA アドバンス・インストラクター認定
- PILATES アドバンス・インストラクター認定

## 出演

### テレビドラマ
- 花いちばん（1986年、よみうりテレビ） - 川村勉 役
- 風呂上がりの夜空に（1987年、テレビ朝日）
- 親子ウォーズ（1988年、TBS） - 石田ケン（ケン坊） 役
- スタンドバイミーII 〜気まぐれ天使〜（1988年、TBS） - 一郎 役
- 3年B組金八先生 part,VI（2001年、TBS） - 小林昌義 役

単発ドラマ
- 土曜ワイド劇場　松本清張の「連環」（1983年、テレビ朝日）- 下島一朗 役
- 「鬼が来た　棟方志功伝」（1983年、テレビ朝日）
- 時代劇スペシャル「魔境 殺生谷の秘密」（1983年、フジテレビ） - 烏田閑兵衛 役
- 月曜ワイド劇場「ピンク街の聖母たち」（1984年、テレビ朝日）
- 傑作時代劇「しぶとい連中 -美人母子の偽装心中-」（1987年、ANB）
- 潮風にとべ!! ウルトラマン（1988年、TBS）「第二回新鋭シナリオ賞」作品
- 東芝日曜劇場「鳩のいる風景」（1988年、TBS）- 剛（息子） 役
- 木曜ゴールデンドラマ「児童心理殺人事件」（1989年、YTV）
- さとうきび畑の唄（2003年、TBS） - 同僚の教師 役
- ドラマスペシャル「女優 麗子〜炎のように」（2013年、テレビ東京） - 高林繁 役

ゲスト出演
- サザンの勝手にナイト（1984年、日本テレビ） - ダイゴロー 役
- 特捜最前線 第384話 「偽装結婚・マトリョーシカを持つ女!」（1984年、テレビ朝日）
- 太陽にほえろ! 第669話「刑事にだって秘密はある」（1985年、日本テレビ）
- 3年B組金八先生 part,VII（2004年、TBS）

### テレビ番組
- ひらけ!ポンキッキ「おはようダンス」（1994年、フジテレビ）
- オールスター感謝祭'01秋 超豪華！クイズ決定版 この秋お待たせ特大号（2001年10月6日、TBS）

### 舞台
- ロマンス（改題・いつも心に太陽を）（1997年）再演多数
- 広島に原爆を落とす日（1997年・1998年）
- 蒲田行進曲 ～銀ちゃんが逝く～（1997年） - 大部屋 役
- 新・幕末純情伝（1998年・1999年） - 黒川（教師）役
- 熱海殺人事件 ～サイコパス～（1998年） - 腹話術の人形 役
- 蒲田行進曲（1999年・2000年）
- THEいじめ（1999年）主演
- 二等兵物語（1999年・2000年）
- 二代目はクリスチャン（2000年）
- 英泉（2000年） - 国芳 役
- ロマンス2 〜沖縄・雨の蝋人形館〜（2000年） - 牛松 役
- から騒ぎ（2000年） - クローディオ 役
- 飛竜伝2001（2001年）
- ロマンス2（2001年） - 牛松 / シゲル 役
- 熱海殺人事件 〜ザ・ロンゲストスプリング〜（2001年） - 熊田留吉 役
- おしゃべり伝六捕物帖（2002年）
- 新・幕末純情伝（つかこうへいダブルス）（2003年） - 二宮（教師）役
- ロミオ×ジュリエット（2004年） - 小姓 役
- 浪人街（2004年）
- あずみ on STAGE（2005年・2006年） - ヒュウガ 役
- 転世薫風 〜テンセイクンプー（2006年）
- 何日君再来 -イツノヒカキミカエル-（2007年） - リポーター 役
- 太陽に灼かれて（2007年）
- アマツカゼ（2008年）
- CROWN 〜眠らない、夜の果てに…（2008年）
- エブリリトルシング（2008年） - 圭介 役
- ココロノカケラ 〜avex group The 20th Anniversary〜（2008年）
- SAMURAI 7（2008年・2010年） - リキチ 役
- 蛇姫様 〜わが心の奈蛇〜（2009年）
- 女信長（2009年） - 林佐渡守秀貞 役
- Words 〜約束 / 裏切り〜 すべて、失われしもののため・・（2009年） - バベル 役
- ナイト バレット -NIGHT BALLET-（2010年） - 米村 役
- DANCE EARTH 〜願い〜（2010年）
- 広島に原爆を落とす日（2010年・2013年）
- シンデレラ☆ボーイズ（2010年） - ロール秋山 役
- 新説・天一坊騒動（2011年） - 長田長十郎 役
- レッドクリフ -戦-（2011年） - 張飛 役
- 大江戸緋鳥808（2012年） - マムシ 役
- 影武者独眼竜（2012年）
- RE-INCARNATION RE-BIRTH（2013年） - 張昭 役
- さよなら西湖クン（2013年）
- 巴御前（2013年） - 平泉寺斉明 役
- チョイスw（2015年） - アクマ 役（脚本・演出）
- AZUMI 〜幕末編〜（2015年） - 菅野先生 役
- 刀舞鬼 -KABUKI-（2016年） - 猿飛 役
- 新・幕末純情伝（2016年・2017年）- 二宮（教師）役
- ReLIFE（2016年）
- あずみ戦国編（2016年）
- 幽劇（2017年）
- 銀幕の果てに（2019年）
- フラガール -dance for smile-（2019年） - 組合長 役
- 舞台『刀剣乱舞』 - 高山右近 役
  - 科白劇 舞台『刀剣乱舞/ 灯』綺伝 いくさ世の徒花 改変 いくさ世の徒花の記憶（2020年7月16日 - 8月2日、品川プリンスホテル ステラボール / 8月4日 -  9日、日本青年館ホール）[3]
- フラガール -dance for smile-（2021年） - 組合長 役
- 舞台『刀剣乱舞』 - 高山右近 役
  - 舞台『刀剣乱舞』綺伝 いくさ世の徒花 （2022年3月19日 - 4月3日、明治座　/ 4月22日 - 24日、福岡サンパレスホール　ホテル&ホール　/ 4月30日 - 5月15日　新歌舞伎座）[4]
- マミーブルー（2023年） - 那須 役
  - 劇団Q+第9回本公演

### CM
- ザブ（洗剤）
- とっぱちからくさやんつきラーメン
- コカ・コーラ
- セブンイレブン
- 進研ゼミ
- カラオケスタジオ（ファミコン用ソフト バンダイ）

## 演出
- シンデレラ☆ボーイズ（2010年）
- チョイスw（2015年）
- EXPG ENTERTAINMENT THE STAGE 2023 ～BIRTH OF STARS～TOKYO ACTパート

その他、演出協力作品 多数